# Мостовщиков, Александр Михайлович
Александр Михайлович Мостовщиков (11 апреля 1939, Москва — 28 декабря 1997, там же) — советский и российский журналист, заслуженный работник культуры России.

## Биография
Окончил факультет журналистики (по другим данным, филологический факультет) МГУ.
В 1963—1971 работал в отделе информации газеты «Московская правда». Затем вслед за главным редактором газеты Александром Субботиным перешёл в «Труд», где был заместителем заведующего и заведующим отделом информации (1971—1986). Потом в течение 10 лет работал в газете «Московские новости» — сначала редактором по отделу информации, а затем ответственным секретарём редакции.
В 1997 был текст-директором журнала «Столица».
Воспитал плеяду талантливых журналистов — в частности, возглавлявшего редакцию «МН» в 1995—2003 Виктора Лошака.
По воспоминаниям его коллеги по работе в «Московской правде» Льва Колодного, «после того, как Никита Хрущёв публично встретился с бывшим зэком, ставшим на путь истины, в редакции на Чистых прудах появился запомнившийся МУРу неуловимый Санька Король.
Мальчишка, сирота с Самотёки, лихо чистил верхние квартиры многоэтажных домов. Маму, армянку, посадили, когда немцы стояли у ворот Москвы, за нелестное высказывание в адрес бежавших из осаждённого города начальников. Золотая медаль лагерной вечерней школы не помогла поступить на факультет журналистики, приняли на заочное отделение аполитичного филфака. <…> „Моста“ многие считают „крёстным отцом“ в журналистике».
Скончался в ночь на воскресенье 28 декабря 1997 года от остановки сердца. Похоронен на Армянском кладбище в Москве.

## Современники о Мостовщикове
- Андрей Колесников: «…Он мне тогда сказал потрясающую вещь, (этим принципом я руководствуюсь до сих пор): „И о политике можно писать так, чтобы было интересно друзьям“».
- Александр Кабаков: «Он умел радоваться жизни как настоящий мужчина, то есть человек, которому любую удачу, самую малую, есть с чем сравнивать, потому что в жизни хватало неудач и поражений. Саня жил, как положено мужику: безоглядно и рискованно в ранней молодости, умно и тяжко трудясь в средние годы, а к концу — в довольстве и полном, безоговорочном уважении…»[4]

## Награды и звания
- Заслуженный работник культуры РФ.

## Семья
- У Мостовщикова остались двое сыновей, один из которых — Сергей Мостовщиков, российский журналист (род. в 1966).